# Sammy Sosa
Sammy Sosa, celým jménem Samuel Kelvin Peralta Sosa (* 12. listopadu 1968 San Pedro de Macorís) je bývalý baseballista z Dominikánské republiky, hrající na pozici pravého polaře. Roku 1985 podepsal kontrakt s Texas Rangers, působil ve farmářských klubech do roku 1989, kdy debutoval v Major League Baseball. Později hrál za Chicago White Sox (1989–1991), Chicago Cubs (1992–2004) a Baltimore Orioles (2005), kariéru zakončil v roce 2007 v Texas Rangers. V roce 1998 získal cenu pro nejužitečnějšího hráče ligy, sedmkrát byl nominován k Major League Baseball All-Star Game (1995, 1998–2002 a 2004). Je členem 30-30 Clubu pro hráče, kteří dosáhli za sezónu třicet homerunů a třicet ukradených met. Zaznamenal ve své kariéře 609 homerunů a je na devátém místě historické tabulky MLB. V roce 1999 získal cenu časopisu Sports Illustrated pro nejlepšího sportovce roku (spolu s dalším baseballistou Markem McGwirem).